# Мадраська обсерваторія

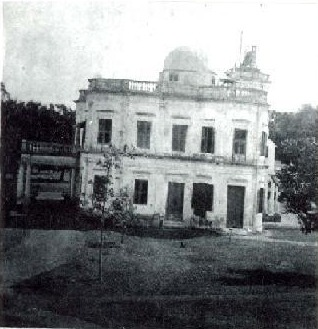
Фото обсерваторії (приблизно 1880 рік)

13°04′05″ пн. ш. 80°14′48″ сх. д. / 13.06805556° пн. ш. 80.24666667° сх. д.
Мадраська обсерваторія — астрономічна обсерваторія, заснована в 1786 році в місті Ченнаї, Індія.

## Керівники обсерваторії
- 1786–1796 — Michael Topping[en] — засновник освітньої установи при якому була створена обсерваторія
- 1786–1810 — William Petrie[en] — засновник приватної обсерваторії, майбутньої Мадраской обсерваторії
- 1857–1876 (?) — James Francis Tennant[en]
- 1861–1891 — Поґсон Норман Роберт

## Історія обсерваторії
Обсерваторія була заснована британською Ост-Індською компанією в поселенні Ченнай, яке потім було перейменовано в Мадрас. Засновником технічної школи на базі якої і була створена обсерваторія був Michael Topping. Понад півстоліття це була єдина астрономічна обсерваторія в Індії. У 1899 році обсерваторія була переведена в статус метеорологічної станції.

## Інструменти обсерваторії
- Хронометр Арнольда
- Астрономічний квадрант
- Dollond's ахроматичний телескоп
- 12-дюймовий універсальний інструмент
- 20-дюймове меридіанне коло (за допомогою нього відкривали астероїди і змінні зірки)
- 8-ми дюймової апертури телескоп Кука (за допомогою нього відкривали астероїди і змінні зірки)

## Напрями досліджень
- Пошук астероїдів
- Довготні (координатні) вимірювання
- Затемнення супутників Юпітера
- Змінні зорі
- Астрометричні спостереження

## Основні досягнення
- Відкриття астероїдів: 67 Асія, 80 Сапфо, 87 Сільвія, 107 Камілла, 245 Віра
- Відкриті змінні: Y Virginis, U Scorpii, T Sagittari, Z Virginis, X Capricorni
- Виявлення комети X/1872 X1
- Створення Мадраского каталогу з 11 000 зірок (Погсон, Норман Роберт)
- Спостереження повного сонячного затемнення 18 серпня 1868 — одні з перших спектральних спостережень
- Спостереження сонячних затемнень 1871 і 1872 років
- Спостереження проходження Венери по диску Сонця в грудні 1874

## Відомі співробітники
- Chintamanny Ragoonatha Chary (1840-1880)
- John Goldingham (1796–1805) і (1812–1830)
- Thomas Glanville Taylor (1830–1848)
- W. S. Jacob (близько 1855 року)

## Цікаві факти
У 1855 році W. S. Jacob повідомив про виявлення можливої екзопланети близько 70 Змієносця в Мадраській обсерваторії — це було перше наукове повідомлення про позасонячну планету. Надалі було доведено, що це були помилкові спостереження. До відкриття першої позасонячної системи планет залишалося 137 років (PSR 1257 +12).